# Colonia Tovar
Colonia Tovar − miasto w Wenezueli, w stanie Aragua, w gminie Tovar.
Colonia Tovar słynie z tego, że mieszkają tu przeważnie ludzie z korzeniami niemieckimi. Miasto zostało założone w 1843 przez grupę 358 osadników z Endingen, Forchheim, Wyhl i Oberbergen położonych w górach Kaiserstuhl (Schwarzwald) w Badenii (obecnie część Badenii-Wirtembergii).
Architektura domów częstym użyciem muru pruskiego przypomina południowe Niemcy. Przez kilkadziesiąt lat mieszkańcy Colonia Tovar nie mieszali się z innymi Wenezuelczykami i używali między sobą języka niemieckiego lub alemán coloniero wywodzącego się z dialektu dolnoalemańskiego. Używanie języka hiszpańskiego było tu rzadkością, dopiero w 1940 stał się on językiem urzędowym. Dziś jest powszechne. Jednak często młodzi ludzie kształcą się dalej w Endingen, ucząc się tam różnych zawodów m.in. wyrób typowych wędlin i instrumentów muzycznych.
Mieszkańcy miasta pielęgnują rodzime tradycje i zwyczaje (m.in. Oktoberfest), także w kuchni. Na tradycyjne dania składają się kaszanka, golonka, wędliny, kiszona kapusta, Germknödel (knedle drożdżowe) i ziemniaki, którym towarzyszy mocne piwo „Tovar”, a także strudel i szwarcwaldzki tort wiśniowy. Z tego względu Colonia Tovar cieszy się zainteresowaniem turystów, zwłaszcza caraqueños, mieszkańców odległego o 70 km Caracas.

## Miasta partnerskie
- Endingen am Kaiserstuhl, Niemcy
- Nairobi, Kenia
- Pasawa, Niemcy
- Weliko Tyrnowo, Bułgaria